# Euscorpius
Euscorpius ist neben Alpiscorpius, Polytrichobothrius und Tetratrichobothrius eine von vier weitgehend auf Europa beschränkten Gattungen der Skorpione (Scorpiones) mit im Jahr 2010 17 anerkannten Arten. Nachdem 2019 die neue Gattung Alpiscorpius eingeführt wurde, sind acht Arten von der Gattung Euscorpius zur Gattung Alpiscorpius revidiert worden. Alle Arten der Gattung sind für den Menschen weitgehend harmlos.

## Merkmale
Die Arten der Gattung Euscorpius sind relativ klein und erreichen Körperlängen von unter 30 mm bis 50 mm. Von den drei weiteren bisher unstrittig zur Familie Euscorpiidae gestellten Gattungen Plesiochactas, Megacormus und Troglocormus unterscheidet sich Euscorpius durch nur eine Reihe zahnartiger Gebilde sowie paarweise angeordneter Höcker auf den Innenseiten der Finger der Palpenhand. Außerdem ist bei Euscorpius die ventrale Kante des beweglichen Fingers der Cheliceren glatt und der mittlere Kiel auf der Unterseite des Metasomas (Schwanz) ist kaum ausgebildet oder fehlt.

## Verbreitung und Lebensraum
Euscorpius ist eine von vier weitgehend auf Europa beschränkte Gattungen der Skorpione (Scorpiones). Von den ursprünglich 17 anerkannten Arten kommen 13 nur in Europa vor, drei weitere Arten bewohnen neben Teilen Europas auch Nordafrika, zwei Arten (E. italicus und A. mingrelicus) auch Vorderasien. Von E. italicus sind auch Vorkommen im Irak bekannt, ob diese Vorkommen natürlichen Ursprungs sind, ist bisher ungeklärt. In Europa ist die Gattung weitgehend auf den Süden beschränkt. Insgesamt 6 Arten erreichen jedoch mit der Schweiz und Österreich auch Mitteleuropa, eine Art (E. flavicaudis) ist als Neozoon im Süden Englands, Brasilien und Uruguay etabliert. Die 6 Arten aus Mitteleuropa A. alpha (Schweiz), A. gamma (Österreich), A. germanus (Österreich, Schweiz), E. italicus (Schweiz), E. mingrelicus (Österreich) und E. tergestinus (Österreich, Tschechien). 
Die Arten der Gattung bewohnen kühl gemäßigte bis semiaride Landschaften. Wie die meisten Skorpione besiedeln auch die Euscorpius-Arten vorwiegend steinige oder felsige Habitate, wo sie sich tagsüber unter auf dem Boden liegenden Steinen oder unter Totholz aufhalten. Einige Kulturfolger wie E. flavicaudis und E. italicus sind auch häufig an alten Steinmauern oder Hauswänden aus Naturstein anzutreffen.

## Systematik
Von Fet wurden 2010 29 Arten anerkannt. 2019 wurden acht Arten zur neu eingeführten Gattung Alpiscorpius revidiert. 
- Euscorpius amorgensis Tropea, Fet, Parmakelis, Kotsakiozi & Stathi, 2017
- Euscorpius balearicus Caporiacco, 1950
- Euscorpius birulai Fet, Soleglad, Parmakelis, Kotsakiozi & Stathi, 2014
- Euscorpius carpathicus (Linnaeus, 1767)
- Euscorpius concinnus (C. L. Koch, 1837)
- Euscorpius curcici Tropea, Fet, Parmakelis, Kotsakiozi & Stathi, 2017
- Euscorpius deltshevi Fet, Graham, Webber & Blagoev, 2014
- Euscorpius drenskii Tropea, Fet, Parmakelis, Kotsakiozi & Stathi, 2015
- Euscorpius feti Tropea, 2013
- Euscorpius flavicaudis (DeGeer, 1778)
- Euscorpius hadzii Caporiacco, 1950
- Euscorpius italicus  (Herbst, 1800)
- Euscorpius kinzelbachi Tropea, Fet, Parmakelis, Kotsakiozi & Stathi, 2014
- Euscorpius koschewnikowi Birula, 1900
- Euscorpius mylonasi Fet, Soleglad, Parmakelis, Kotsakiozi & Stathi, 2014
- Euscorpius naupliensis (C. L. Koch, 1837)
- Euscorpius oglasae Caporiacco, 1950
- Euscorpius popovi Tropea, Fet, Parmakelis, Kotsakiozi & Stathi, 2015
- Euscorpius sicanus (C. L. Koch, 1837)
- Euscorpius solegladi Fet, Graham, Webber & Blagoev, 2014
- Euscorpius stahlavskyi Tropea, Fet, Parmakelis, Kotsakiozi & Stathi, 2014
- Euscorpius tauricus (C. L. Koch, 1837)
- Euscorpius tergestinus (C. L. Koch, 1837)
- Euscorpius vignai Tropea, Fet, Parmakelis, Kotsakiozi & Stathi, 2014

Da die meisten Euscorpius-Populationen der Balkanhalbinsel bisher kaum untersucht wurden, geht Fet von einer tatsächlich noch deutlich höheren Artenzahl zwischen 22 und 24 aus. Mit Euscorpius lycius wurde im November 2013 eine weitere Art beschrieben, die im Südwesten der Türkei vorkommt.
In einer Studie, in welcher sieben neue Skorpionarten beschrieben wurden, wurde eine Revision der Gattung Euscorpius vorgenommen und die neue Gattung Alpiscorpius (zu deutsch die Gattung der Alpenskorpione) eingeführt, zu welcher 15 Skorpionarten gezählt werden (darunter die sieben neu entdeckten Arten sowie acht zuvor zur Gattung der Euscorpius gezählten Arten).

## Gift
Die Stiche von Euscorpius sind für den Menschen weitgehend harmlos. Nach Braunwalder können die kleinen Arten wie A. alpha oder A. germanus mit ihrem Stachel nur an wenigen Stellen die menschliche Haut durchdringen, größeren Arten wie E. flavicaudis oder E. italicus gelingt dies jedoch relativ leicht. Die Wirkung der Stiche ist mit der von Bienen- oder Wespenstichen vergleichbar.